# Xiol
Xiol es un  yacimiento arqueológico maya ubicado en el noroeste de la península de Yucatán, en lo que actualmente es el municipio de Kanasín, a unos 10 kilómetros de la moderna ciudad de Mérida, capital del estado de Yucatán, en México. Fue descubierto por accidente en 2018 durante las obras de construcción de un complejo industrial. El nombre proviene del idioma maya y le fue atribuido por los investigadores locales con el significado de «el espíritu del hombre».
Las ruinas del antiguo asentamiento fueron encontradas en la periferia este de la ciudad de Kanasín, zona que en la época prehispánica perteneció al kuchkabal de Chakán, uno de los antiguos cacicazgos mayas en Yucatán. La zona arqueológica de Xiol fue dada a conocer en mayo de 2022 por el Instituto Nacional de Antropología e Historia (INAH). Según dicho organismo el yacimiento cuenta con elementos constructivos que lo asimilan al estilo Puuc propio del período Clásico mesoamericano, predominante en la región sur de Yucatán y norte de Campeche, el cual alcanzó su máxima expresión arquitectónica en la serie de yacimientos que se ubican en las cercanías de la antigua ciudad maya de Uxmal.
Según los estudios arqueológicos efectuados en la zona, Xiol pertenece más específicamente al periodo Clásico tardío mesoamericano y dataría de entre los años 600 y 900 d. C. En su momento de esplendor habría llegado a abarcar un área de aproximadamente 3 kilómetros cuadrados en el que pudieron haber habitado hasta unas 4 000 personas de todas las clases sociales. Entre los hallazgos encontrados hay más de un centenar de estructuras y más de una docena de entierros, además de vasijas de cerámica, collares, pendientes de concha, herramientas de obsidiana e inscripciones mayas que apuntan a una estrecha relación comercial con sitios arqueológicos de Guatemala.

## Toponimia
Debido a que no se disponía de datos ni sobre algún registro que mencionara el nombre con que se conocía a esta ciudad maya en la antigüedad, los investigadores y arqueólogos acordaron nombrar a la zona arqueológica como Xiol, que en lengua maya tiene el significado de «El Espíritu del Hombre». Los residentes mayas locales también conocen al sitio como Te Xiol.

## Descripción general

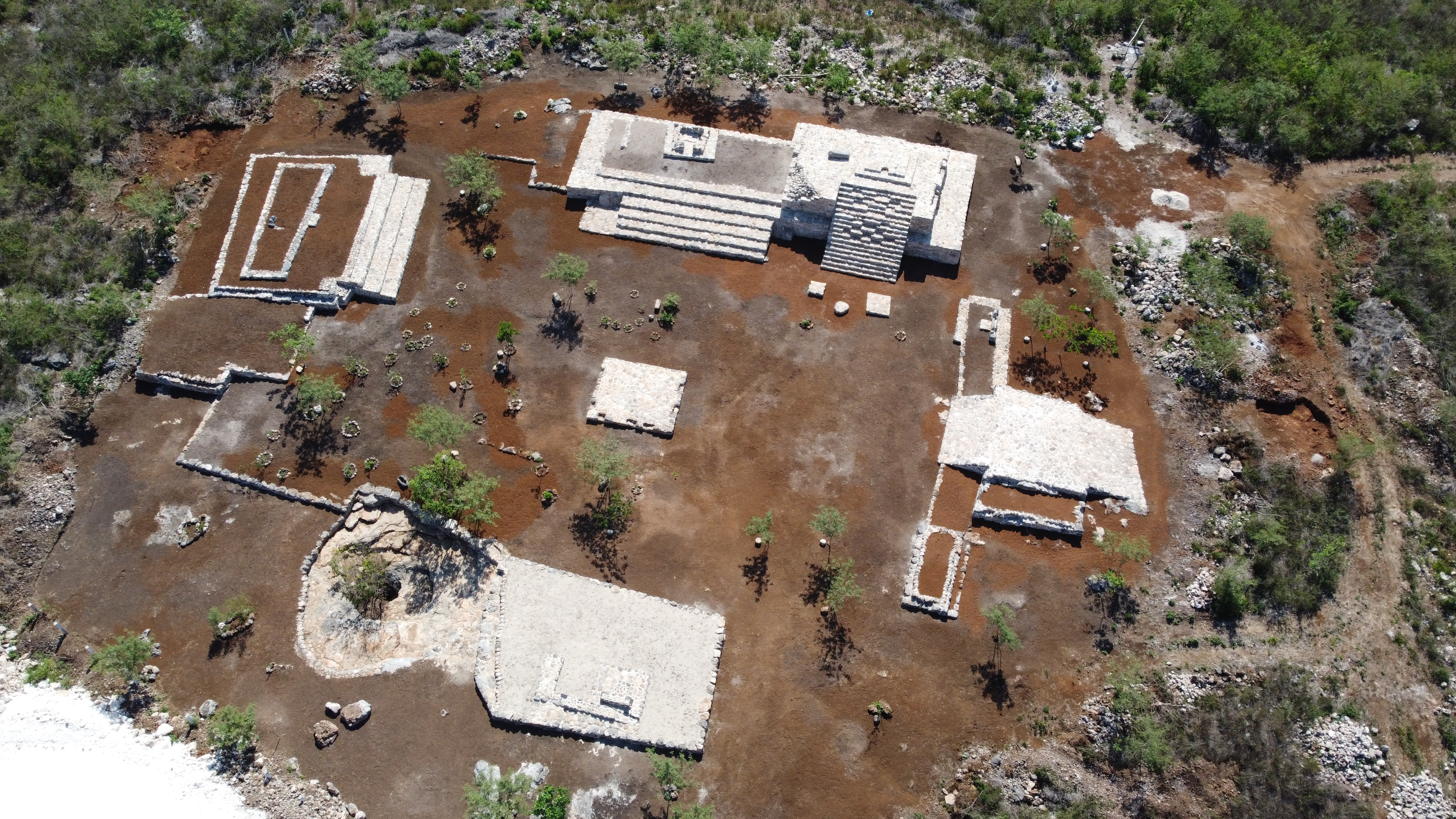
Vista aérea de la plaza principal de Xiol.

Xiol se construyó, según el INAH, hacia los años 600 y 900 d. C. época en la que las ciudades-estado maya florecieron en toda la región norte del Mayab por «una compleja red de alianzas. Hacia el siglo IX, sin embargo, estos vínculos de poder se desvanecieron y muchas de las ciudades que ahí crecieron fueron deshabitadas. La actual ciudad de Mérida capital actual del estado de Yucatán en México fue fundada en la ciudad de T'Ho que había sido prácticamente abandonada a la llegada de los europeos a principios del siglo XVI. Xiol se encuentra muy cercana de lo que fue esta ciudad ocupada por los españoles en el proceso de conquista que encabezaron el Adelantado Francisco de Montejo, su hijo y su sobrino, homónimos los tres.

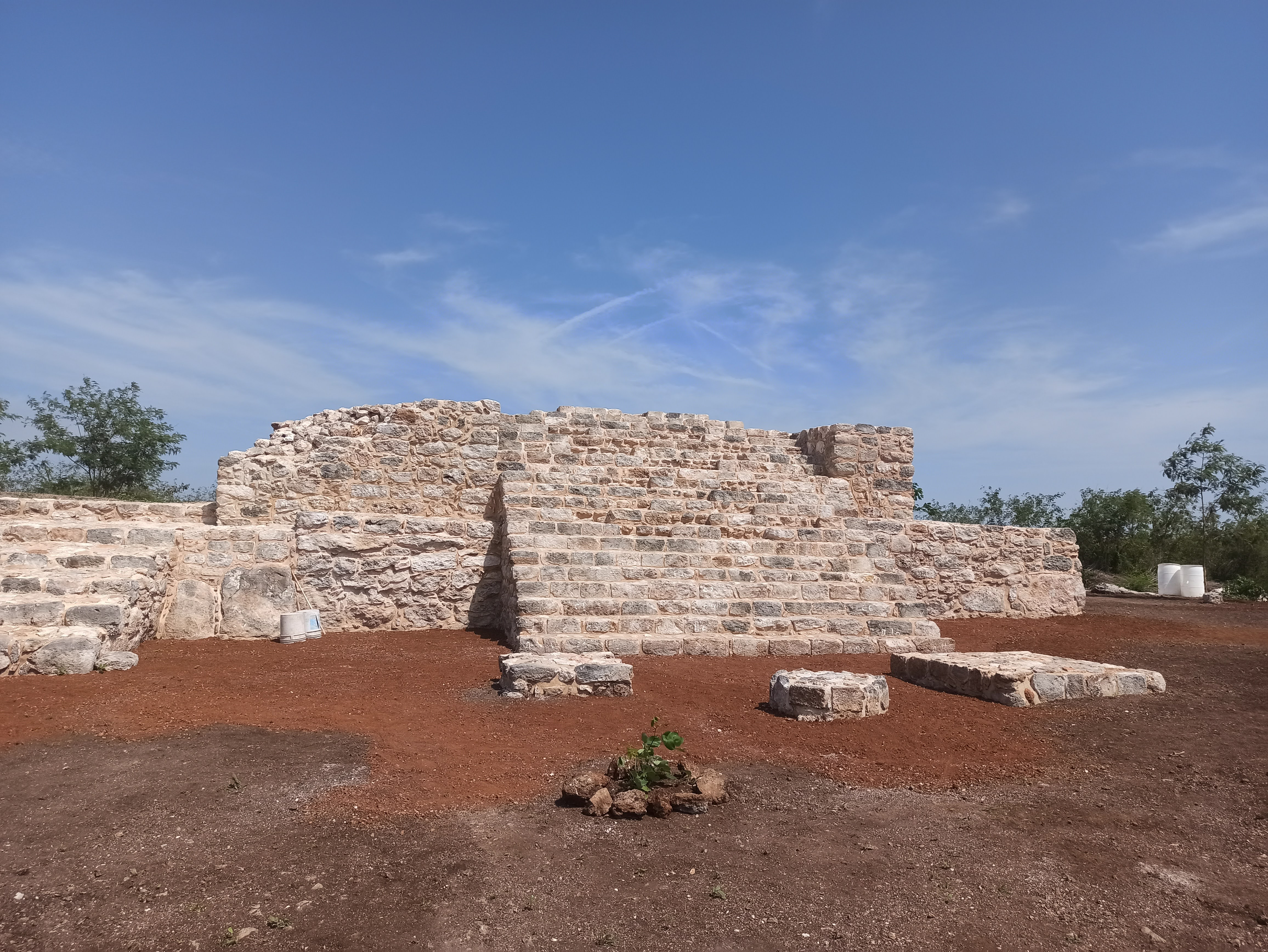
Estructura piramidal en la plaza principal del sitio arqueológico de Xiol.

En el curso de la construcción del parque industrial Sky Park que se realizaba en el año 2018 por parte de la empresa 24k, los obreros que ahí trabajaban se percataron que a poca distancia de la superficie del terreno donde laboraban se encontraba una serie de estructuras de gran amplitud e importancia. Llamados al sitio por tal hecho, un grupo de arqueólogos mexicanos del Instituto Nacional de Antropología e Historia intervino: encontrando los vestigios de una antigua ciudad maya no identificada y sin registro arqueológico. Por ausencia de información, los investigadores convinieron en llamar al sitio Xiol, que en lengua maya significa espíritu de hombre. A sólo 10 kilómetros de Mérida, la capital de Yucatán, podría ser que este yacimiento, según la investigación que se ha conducido, hubiera visto su mayor esplendor en el periodo mesoamericano denominado clásico tardío, teniendo asimismo características estructurales y ornamentales correspondientes al llamado estilo Puuc. Con la línea estética de relieves, los arqueólogos encontraron 2 palacios y 5 edificios civiles, así como piezas de adorno, como cabezas, que decoraban los altares de la ciudad.
De la misma manera, se descubrió un antiguo cenote que, se colige, fue utilizado para abastecer de agua a la ciudad, pero también con fines rituales sagrados. Los investigadores suponen esto último porque en el interior de las cavidades subterráneas se han encontrado hasta la fecha 38 ofrendas funerarias. Contienen piezas de cerámica, joyería, obsidiana y herramientas de obsidiana. Se ha anunciado que el sitio arqueológico podrá ser visitado próximamente agregándose así a la larga lista de yacimientos mayas con acceso turístico en el estado de Yucatán.